# Жуково (Татарстан)
Жуково ( тат. Жуково ) - село в Тетюському районі Республіки Татарстан Росії . Адміністративний центр Жуківського сільського поселення .

## Географія
Село знаходиться в південно-західній частині Татарстану, в зоні хвойно-широколистяних лісів , в межах східної околиці Приволзької височини , на правому березі річки Кільні, біля автодороги 16К-1514, на відстані приблизно 18 км на південний захід від міста Тетюші, адміністративного центру району. Абсолютна висота - 108 метрів над рівнем моря .

### Клімат
Клімат характеризуються як помірно континентальний, з помірно холодною тривалою зимою та відносно спекотним літом. Середньорічна температура повітря становить 2,9 °С. Середня температура повітря найхолоднішого місяця (січня) - 13,5 ° C (абсолютний мінімум - 36 ° C); найтеплішого місяця (липня) - 19,4 ° C (абсолютний максимум - 44 ° C). Безморозний період триває 136 днів. Середньорічна кількість атмосферних опадів становить 486 мм, з яких близько 326 мм випадає в період із квітня по жовтень  .

### Часовий пояс
Село Жуково, як і весь Татарстан, знаходиться у часовій зоні МСК (московський час). Зміщення застосовуваного часу щодо UTC становить +3:00.

## Історія
Заснована не пізніше початку XVII століття. У дореволюційних джерелах згадується також під назвою Єремієво. До скасування кріпосного права жителі належали до категорії поміщицьких селян. На початку XX століття діяли земська школа та церква  .

## Населення
Населення села Жуково у 2012 році становило 242 людини  .
| 1859 | 1913 | 1920 | 1926 | 1938 | 1949 | 1958 | 1970 | 1979 | 1989 | 2002 | 2012 |
| ---- | ---- | ---- | ---- | ---- | ---- | ---- | ---- | ---- | ---- | ---- | ---- |
| 873  | 501  | 475  | 467  | 474  | 271  | 176  | 75   | 215  | 238  | 249  | 242  |

### Національний склад
Згідно з результатами перепису 2002 року, в національній структурі населення росіяни становили 58%  .